# پارک گون هیونگ
پارک گون هیونگ (کره‌ای: 박근형؛ زادهٔ ۷ ژوئن ۱۹۴۰) بازیگر اهل کره جنوبی است. حرفهٔ او در فیلم، تلویزیون و تئاتر بیش از پنج دهه طول کشیده‌است.